# Торам-Бас
Тора́м-Бас (фр. Thorame-Basse, окс. Torama Bassa) — коммуна во Франции, находится в регионе Прованс — Альпы — Лазурный Берег. Департамент коммуны — Альпы Верхнего Прованса. Входит в состав кантона Алло-Кольмар. Округ коммуны — Кастелан.
Код INSEE коммуны — 04218.

## Население
Население коммуны на 2008 год составляло 202 человека.
| 1962 | 1968 | 1975 | 1982 | 1990 | 1999 | 2008 |
| ---- | ---- | ---- | ---- | ---- | ---- | ---- |
| 187  | 164  | 134  | 129  | 146  | 151  | 202  |

## Экономика
Основу экономики составляют сельское хозяйство и туризм. Есть пивоваренный завод.
В 2007 году среди 122 человек в трудоспособном возрасте (15—64 лет) 88 были экономически активными, 34 — неактивными (показатель активности — 72,1 %, в 1999 году было 62,5 %). Из 88 активных работали 75 человек (43 мужчины и 32 женщины), безработных было 13 (5 мужчин и 8 женщин). Среди 34 неактивных 6 человек были учениками или студентами, 17 — пенсионерами, 11 были неактивными по другим причинам.

## Достопримечательности
- Башня Пьегю (XIV век), расположена на холме с видом на Торам-Бас
- Церковь Св. Петра в оковах (1588 год)
- Часовня Нотр-Дам-де-Пьегю (XVI век), исторический памятник
- Церковь Шато-Гарнье (1859 год, в 1870—1872 годах была достроена колокольня)
- Часовня Сен-Тома (XII—XIII века)
- Часовня Сент-Агат (1861 год)